# Longitarsus transvaalensis
Longitarsus transvaalensis es una especie de insecto coleóptero de la familia Chrysomelidae. Fue descrita científicamente en 1999 por Biondi.